# Daniel Chávez Castillo
Daniel Chávez Castillo (Callao, Provincia Constitucional del Callao, Perú, 8 de enero de 1988) es un futbolista peruano. Juega como delantero en el KSV Stormvogels Loppem de la 2.Provincial West-Vlaanderen de la Séptima categoría de Bélgica. Tiene 37 años.

## Trayectoria

### Club Brujas
Luego de realizar todas las divisiones menores en la Academia Deportiva Cantolao, estuvo aprueba junto a Josepmir Ballon en el AS Saint-Étienne francés en el 2006. 
También se rumoreó su fichaje al PSV de Holanda. Luegoo fichó por el Club Brujas, con el cual firmó un contrato hasta el año 2010. En su primera temporada logró clasificar a la Copa de la UEFA 2007-08, también jugó la Liga Europa de la UEFA 2009-10 donde llegaron hasta los dieciseisavos de final.
A mediados de 2010 pasó a integrar las filas del Westerlo. Llegó como jugador libre luego de terminar su contrato con el Brujas. Firmó por tres temporadas. Al final de temporada su equipo logró clasificar a la Liga Europa de la UEFA, sin embargo no logró destacar y fue dado de baja. Al año siguiente fichó por el Oțelul Galați para jugar la Liga de Campeones de la UEFA.
En 2012 regresó al Perú para defender a Unión Comercio de cara al Campeonato Descentralizado 2012 y la Copa Sudamericana 2012. Aquel año jugó 38 partidos y anotó 12 goles.
Tras pasar por el Unión Comercio, en 2013 firmó por la Universidad César Vallejo. En su primer año jugó la Copa Libertadores, en aquel año anotó 14 goles siendo uno de los goleadores del club. Al año siguiente jugó la Copa Sudamericana donde llegaron hasta cuartos de final. En 2015 su club fue campeón del Torneo del Inca, en la final le anotó un gol a Alianza Lima en un partido que terminó 3-1 a favor de los trujillanos. En el año 2016 jugó la Copa Libertadores 2016 con su club enfrentando al Sao Paulo jugando el partido de vuelta. Finalmente descendió de categoría con el elenco trujillano.
En 2017 fue contratado por Melgar, donde anotó 3 goles en 17 partidos.

### Universitario de Deportes
En julio de ese mismo año rescindió su contrato para fichar por Universitario de Deportes por dos años y medio. Sin embargo, nunca pudo demostrar la confianza que le dio Pedro Troglio y fue uno de los más criticados por la hinchada merengue
A pesar de tener contrato con el elenco crema y no estar en los planes de Nicolás Cordova ni la continuidad deseada, en el 2019 ficha a préstamo por una temporada por la Academia Cantolao.
En el 2020 desciende de categoría con Deportivo Llacuabamba.

## Selección nacional
Ha sido internacional con la selección de fútbol del Perú en 17 ocasiones y ha marcado 1 gol. Debutó el 26 de marzo de 2008, en un encuentro amistoso ante la selección de Costa Rica que finalizó con marcador de 3-1 a favor de los peruanos.

## Clubes
| Club                      | País    | Año         | PJ / G /. A   |
| ------------------------- | ------- | ----------- | ------------- |
| Club Brujas               | Bélgica | 2006 - 2010 | 44 / 8 / 2    |
| K. V. C. Westerlo         | Bélgica | 2010 - 2011 | 28 / 4 / 0    |
| Oțelul Galați             | Rumania | 2011 - 2012 | 1 / 0 / ?     |
| Unión Comercio            | Perú    | 2012        | 40 / 12 / 4   |
| Universidad César Vallejo | Perú    | 2013 - 2016 | 167 / 39 / 39 |
| FBC Melgar                | Perú    | 2017        | 20 / 3 / 1    |
| Universitario de Deportes | Perú    | 2017 - 2018 | 24 / 3 / 0    |
| Academia Cantolao         | Perú    | 2019 - 2020 | 9 / 1 / 1     |
| Deportivo Llacuabamba     | Perú    | 2020        | 2 / 1 / 0     |
| Cultural Santa Rosa       | Perú    | 2021        |               |
| KSV Stormvogels Loppem    | Bélgica | 2022 -      | ? / ?         |

## Palmarés

### Campeonatos nacionales
| Título           | Club                      | País | Año  |
| ---------------- | ------------------------- | ---- | ---- |
| Torneo del Inca  | Universidad César Vallejo | Perú | 2015 |
| Torneo de Verano | F. B. C. Melgar           | Perú | 2017 |